# О
Das О (Minuskel о) ist ein Buchstabe des kyrillischen Alphabets. Im russischen Alphabet ist es der 16. Buchstabe. Dort steht das О zu Beginn eines Wortes und vor einem Konsonanten für den Laut [⁠o⁠]. Aufgrund der Vokalreduktion (siehe russische Phonetik) kann das О in unbetonten Silben unterschiedliche Laute annehmen, wie etwa [⁠ɐ⁠] oder [⁠ə⁠].
Der Buchstabe stammt vom Griechischen Omikron und findet auch in dem in weiten Teilen Europas üblichen Lateinischen Alphabet sein Gegenstück (siehe O). Alle drei Buchstaben sind von ihrem Äußeren her identisch.

## Zeichenkodierung
| Standard  | Standard    | Majuskel О                | Minuskel о              |
| --------- | ----------- | ------------------------- | ----------------------- |
| Unicode   | Codepoint   | U+041E                    | U+043E                  |
| Unicode   | Name        | CYRILLIC CAPITAL LETTER О | CYRILLIC SMALL LETTER О |
| UTF-8     | UTF-8       | D0 9E                     | D0 BE                   |
| XML/XHTML | dezimal     | &#1054;                   | &#1086;                 |
| XML/XHTML | hexadezimal | &#x041E;                  | &#x043E;                |